# Дания на «Детском Евровидении — 2005»
Дания участвовала в «Детском Евровидении — 2005», проходившем в Хасселте, Бельгия, 26 ноября 2005 года. На конкурсе страну представил Николай Кельструп с песней «Shake Shake Shake», выступивший вторым. Он занял четвёртое место, набрав 121 балл. Это последнее участие Дании на «Детском Евровидении» на данный момент: в 2006 году Дания вместе с Норвегией отказались от участия из-за того, что конкурс оказывал слишком большое давление на участвующих детей.

## Национальный отбор
Национальный отбор прошёл 17 сентября 2005 года в два этапа: финал и суперфинал. В финале приняло участие 10 песен, и 5 из них прошли в суперфинал, где был определён победитель. Ведущим шоу был Якоб Рийзинг. Победитель был определён региональным голосованием и СМС-голосованием.
| Финал — 17 сентября 2005 | Финал — 17 сентября 2005 | Финал — 17 сентября 2005      |
| №                        | Артист                   | Песня                         |
| ------------------------ | ------------------------ | ----------------------------- |
| 01                       | Аннисетт и Нанна         | «Venindetanker»               |
| 02                       | Марике                   | «Musikken»                    |
| 03                       | Лукас                    | «Fest her»                    |
| 04                       | Jeans                    | «Jeg ka' nemli' godt li' dig» |
| 05                       | Каролина и Зои           | «Et stjerneskud»              |
| 06                       | L.B.S.                   | «Superman»                    |
| 07                       | Signe K                  | «Kære fru lærer»              |
| 08                       | Twiz                     | «Du må forstå»                |
| 09                       | Юлия                     | «Sol og sommer»               |
| 10                       | Николай Кельструп        | «Shake Shake Shake»           |

| Суперфинал — 17 сентября 2005 | Суперфинал — 17 сентября 2005 | Суперфинал — 17 сентября 2005 | Суперфинал — 17 сентября 2005 | Суперфинал — 17 сентября 2005 |
| №                             | Артист                        | Песня                         | Место                         | Баллы                         |
| ----------------------------- | ----------------------------- | ----------------------------- | ----------------------------- | ----------------------------- |
| 01                            | Лукас                         | «Fest her»                    | 4                             | 58                            |
| 02                            | L.B.S.                        | «Superman»                    | 5                             | 42                            |
| 03                            | Signe K                       | «Kære fru lærer»              | 2                             | 64                            |
| 04                            | Twiz                          | «Du må forstå»                | 3                             | 60                            |
| 05                            | Николай Кельструп             | «Shake Shake Shake»           | 1                             | 96                            |

## На «Детском Евровидении»
Финал конкурса транслировал телеканал DR1, комментатором которого был Николай Мольбех, а результаты голосования от Дании объявляла Каролина Форсберг Тибо. Николай Кельструп выступил под вторым номером после Греции и перед Хорватией, и занял четвёртое место, набрав 121 балл.

## Голосование[6]
| Баллы     | Страна                           |
| --------- | -------------------------------- |
| 12 баллов | Норвегия Северная Македония      |
| 10 баллов | Швеция                           |
| 8 баллов  | Бельгия Хорватия                 |
| 7 баллов  | Греция Испания Мальта Нидерланды |
| 6 баллов  | Кипр Латвия Россия               |
| 5 баллов  | Сербия и Черногория              |
| 4 балла   | Белоруссия                       |
| 3 балла   | Румыния                          |
| 2 балла   |                                  |
| 1 балл    | Великобритания                   |

| Баллы     | Страна         |
| --------- | -------------- |
| 12 баллов | Норвегия       |
| 10 баллов | Нидерланды     |
| 8 баллов  | Швеция         |
| 7 баллов  | Греция         |
| 6 баллов  | Белоруссия     |
| 5 баллов  | Мальта         |
| 4 балла   | Испания        |
| 3 балла   | Великобритания |
| 2 балла   | Хорватия       |
| 1 балл    | Россия         |